# Aartsbisdom Tabora
Het Aartsbisdom Tabora (Latijn: Archidioecesis Taboraensis) is een rooms-katholiek aartsbisdom met als zetel Tabora in Tanzania. Hoofdkerk is de Sint-Theresiakathedraal.
In 1925 werd het apostolisch vicariaat Tabora opgericht. Dit werd in 1953 verheven tot aartsbisdom. De Nederlandse witte pater Cornelius Bronsveld werd de eerste aartsbisschop. 
Tabora heeft drie suffragane bisdommen:
- Bisdom Kahama
- Bisdom Kigoma
- Bisdom Mpanda

In 2017 telde het aartsbisdom 46 parochies. Het bisdom heeft een oppervlakte van 76.151 km2 en telde in 2017 2.283.000 inwoners waarvan 11,7% rooms-katholiek was. 

## Aartsbisschoppen
- 1953-1959: Cornelius Bronsveld M. Afr.
- 1960-1985: Marko Mihayo
- 1985-2006: Mario Epifanio Abdallah Mgulunde
- 2006-2023: Paul Runangaza Ruzoka
- 2023-heden: Protase Rugambwa